# Serdar Dursun
Serdar Dursun (Amburgo, 19 ottobre 1991) è un calciatore turco, attaccante del Persepolis.

## Carriera

### Club
Ha giocato nella prima divisione turca.

### Nazionale
Nato in Germania, ha scelto di rappresentare la Turchia, con cui ha esordito l'11 ottobre 2021 nella sfida vinta 1-2 in casa della Lettonia segnando il gol del momentaneo pareggio dei turchi.
Ha segnato anche un gol per la Turchia nella partita contro le isole Fær Øer, finita poi 4-0 a favore dei turchi

## Statistiche

### Cronologia presenze e reti in nazionale
| Cronologia completa delle presenze e delle reti in nazionale ― Turchia | Cronologia completa delle presenze e delle reti in nazionale ― Turchia | Cronologia completa delle presenze e delle reti in nazionale ― Turchia | Cronologia completa delle presenze e delle reti in nazionale ― Turchia | Cronologia completa delle presenze e delle reti in nazionale ― Turchia | Cronologia completa delle presenze e delle reti in nazionale ― Turchia | Cronologia completa delle presenze e delle reti in nazionale ― Turchia | Cronologia completa delle presenze e delle reti in nazionale ― Turchia |
| Data                                                                   | Città                                                                  | In casa                                                                | Risultato                                                              | Ospiti                                                                 | Competizione                                                           | Reti                                                                   | Note                                                                   |
| ---------------------------------------------------------------------- | ---------------------------------------------------------------------- | ---------------------------------------------------------------------- | ---------------------------------------------------------------------- | ---------------------------------------------------------------------- | ---------------------------------------------------------------------- | ---------------------------------------------------------------------- | ---------------------------------------------------------------------- |
| 11-10-2021                                                             | Riga                                                                   | Lettonia                                                               | 1 – 2                                                                  | Turchia                                                                | Qual. Mondiali 2022                                                    | 1                                                                      | 64’                                                                    |
| 13-11-2021                                                             | Istanbul                                                               | Turchia                                                                | 6 – 0                                                                  | Gibilterra                                                             | Qual. Mondiali 2022                                                    | 1                                                                      | 70’                                                                    |
| 24-3-2022                                                              | Porto                                                                  | Portogallo                                                             | 3 – 1                                                                  | Turchia                                                                | Qual. Mondiali 2022                                                    | -                                                                      | 90’                                                                    |
| 29-3-2022                                                              | Konya                                                                  | Turchia                                                                | 2 – 3                                                                  | Italia                                                                 | Amichevole                                                             | 1                                                                      | 62’                                                                    |
| 4-6-2022                                                               | Istanbul                                                               | Turchia                                                                | 4 – 0                                                                  | Fær Øer                                                                | UEFA Nations League 2022-2023 - 1º turno                               | 1                                                                      | 65’                                                                    |
| 7-6-2022                                                               | Vilnius                                                                | Lituania                                                               | 0 – 6                                                                  | Turchia                                                                | UEFA Nations League 2022-2023 - 1º turno                               | 2                                                                      | 79’                                                                    |
| 11-6-2022                                                              | Lussemburgo                                                            | Lussemburgo                                                            | 0 – 2                                                                  | Turchia                                                                | UEFA Nations League 2022-2023 - 1º turno                               | 1                                                                      | 46’                                                                    |
| 14-6-2022                                                              | Smirne                                                                 | Turchia                                                                | 2 – 0                                                                  | Lituania                                                               | UEFA Nations League 2022-2023 - 1º turno                               | -                                                                      |                                                                        |
| 22-9-2022                                                              | Istanbul                                                               | Turchia                                                                | 3 – 3                                                                  | Lussemburgo                                                            | UEFA Nations League 2022-2023 - 1º turno                               | -                                                                      | 73’                                                                    |
| 25-9-2022                                                              | Tórshavn                                                               | Fær Øer                                                                | 2 – 1                                                                  | Turchia                                                                | UEFA Nations League 2022-2023 - 1º turno                               | -                                                                      |                                                                        |
| Totale                                                                 |                                                                        | Presenze                                                               | 10                                                                     |                                                                        | Reti                                                                   | 7                                                                      |                                                                        |

## Palmarès

### Club
- Coppa di Turchia: 1

Fenerbahçe: 2022-2023

### Individuale
- Capocannoniere della Zweite Bundesliga: 1

2020-2021 (27 reti)